# Přenosové ztráty
Přenosové ztráty (nebo také ztráty v přenosové soustavě) jsou ztráty vzniklé při transportu elektrické energie prostřednictvím přenosové soustavy. Ztráty jsou rozdílem mezi energií dodanou do sítě a energií odebranou. Ztráty dělíme na technické a netechnické (obchodní).

## Technické ztráty
K technickým ztrátám dochází při jakémkoliv přenosu elektrické energie a jsou způsobeny fyzikálními účinky elektrické energie. Technické ztráty zahrnují:
- ztráty korónou,
- ztráty svodovými proudy, zejména u venkovních vedení,
- ztráty v dielektriku – u kabelů,
- Jouleovy ztráty na vedeních, kabelech a transformátorech,
- ztráty transformátorů naprázdno,
- spotřeba měřicích, řídicích a spojovacích prvků,
- vlastní spotřebu elektrických stanic.

Podle místa původu dělíme technické ztráty na:
- ztráty způsobené transformací,
- ztráty ve vodičích,
- ztráty případné (kompenzací, nedokonalou izolací atd.)

Technické ztráty elektrické energie v rozvodu a vnitřním rozvodu elektrické energie se člení na:
- ztráty stálé, které jsou dány provedením a parametry provozovaných zařízení,
- ztráty proměnlivé, které jsou ovlivněny velikostí přenášeného výkonu provozovaným zařízením.

### Ztrátový výkon
Každý vodič má nenulový elektrický odpor a průchodem elektrického proudu se zahřívá. Výkon, který se mění na teplo, nazýváme ztrátový výkon a značíme ho Pz. Jednotkou ztrátového výkonu je watt a jeho velikost pro stejnosměrný proud vypočteme:
{\displaystyle P_{z}=U*I=R*I*I=R*I^{2}},
kde {\displaystyle U} je úbytek napětí na vodiči (rezistoru) ve voltech, {\displaystyle I} je proud protékající odporem v ampérech, {\displaystyle R} je odpor v ohmech. Ve výpočtu je dosazeno {\displaystyle U=R*I} za podle Ohmova zákona.

#### Střídavá napětí
Pro střídavý proud používáme místo odporu impedanci a platí: 
{\displaystyle P_{z}=Z*I^{2}},
kde {\displaystyle P_{z}} je ztrátový výkon, {\displaystyle Z} je impedance vedení a {\displaystyle I} je protékající proud.

### Ztráty vyzařováním
Dalším druhem přenosových ztrát jsou ztráty vyzařováním. Vedení délky nad 3000 km začíná fungovat jako anténa vyzařující na kmitočtu 50 Hz. Proto se vedení na velmi velkou vzdálenost někdy realizují pomocí stejnosměrného proudu.

### Snižování ztrát
Snížení přenosových ztrát je možné dosáhnout snížením impedance přenosového vedení nebo snížením protékajícího proudu. Impedanci přenosového vedení je možné snížit jeho zkrácením, zvětšením průřezu vodičů nebo volbou vhodného materiálu (např. použít měď místo hliníku nebo oceli). Další možností je snížení protékajícího proudu, čehož se dá při konstantním přeneseném výkonu dosáhnout zvýšením napětí. Velikost napětí při přenosu je tedy volbou mezi přeneseným výkonem, ztrátami a náklady. Při použití vysokého napětí vznikají technické problémy s konstrukcí izolátorů, spínačů, odpojovačů a dalších součástí přenosových soustav. V Česku se proto pro dálkové přenosy elektrické energie používají napětí 400 kV (méně často 220 kV).

## Netechnické ztráty
Netechnické ztráty, někdy též nazývané obchodní a jsou do této položky zahrnovány např.:
- neměřené paušální odběry,
- chyby měření,
- chyby účtování nebo evidence,
- chybná zapojení měřících přístrojů,
- odběry pod hranicí citlivosti elektroměrů,
- neoprávněné odběry
- a další, blíže nezjištěné ztráty.